# بارکارل در فا دیز ماژور

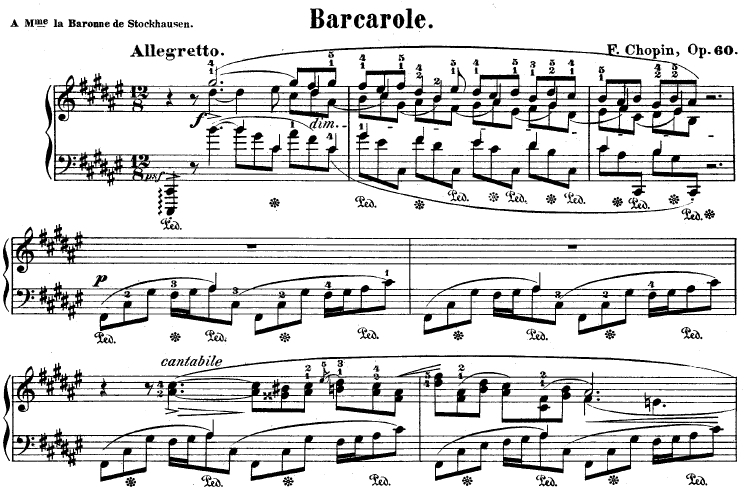
نت‌های آغازین بارکارل

بارکارُل در فا دیز ماژور، شماره اثر ۶۰، قطعه‌ای برای تک‌نوازی پیانو اثر فردریک شوپن است که بین پاییز ۱۸۴۵ و تابستان ۱۸۴۶، سه سال قبل از مرگ او ساخته شده‌است.
این اثر بر اساس ریتم و حال‌وهوای آواز بارکارل ساخته شده و لحنی عاشقانه و کمی غم‌انگیز دارد. بسیاری از نت‌های دست راست این اثر، فاصله سوم و ششم بوده، در حالی که نت‌های دست چپ، فواصل بسیار طولانی در یک اکتاو است. بخش میانی آن در گام لا ماژور است و تم دوم این بخش، در نزدیکی انتهای قطعه در گام فا بمل ماژور بازگشایی می‌شود. این اثر از قطعاتی است که تمایل شوپن به سبک اپرایی بل کانتو در آن بیشتر مشهود است، زیرا نت‌های دوتایی در دست راست به همراه همراهی آرپژی در دست چپ، به صراحت از آریاها و صحنه‌های بل‌کانتو تقلید می‌کنند.
این اثر یکی از آخرین ساخته‌های مهم شوپن در کنار پولونز-فانتزی، شماره اثر. ۶۱ است. و به عنوان یکی از آهنگسازی‌های پیچیده او در اجرا و تفسیر در نظر گرفته می‌شود. اجرای این اثر، تقریباً در فهرست اجرای همهٔ پیانونوازهای بزرگ دنیا وجود دارد. زمان اجرای این اثر، به‌طور متوسط هفت تا نه دقیقه است.